# Kwangjang
Kwangjang je město v Jižní Koreji v provincii Jižní Čolla. Ve městě se nachází železná huť společnosti POSCO, která je největší svého druhu na světě. Ve městě se také nachází Svobodná ekonomická zóna Kwangjangská zátoka (Gwangyang Bay Area Free Economic Zone), která se soustředí na kontejnerovou dopravu, výrobu oceli a stavbu lodí.

## Přírodní podmínky
Ve městě se nachází několik hor. Největší horou je Baegunsan (백운산) měřící 1217m a tím je druhou největší horou v regionu Jeollanam-do. Jižně leží hora Gajasan (가야산) měřící 497m a Gubonghwasan (구봉화산) měřící 473m.
Průměrná roční teplota je 13,7 °C.

## Populace
Vývoj počtu obyvatel
| Rok  | Počet obyvatel |
| ---- | -------------- |
| 1960 | 87 041         |
| 1966 | 97 448         |
| 1970 | 92 430         |
| 1975 | 88 561         |
| 1980 | 78 635         |
| 1985 | 90 841         |
| 1990 | 150 291        |
| 1995 | 122 052        |
| 2000 | 132 639        |
| 2005 | 135 881        |
| 2010 | 137 810        |
| 2013 | 152 710        |

## Partnerská města
Kwangjang má tyto partnerská města:
| - Songpa-gu, Soul, Korejská republika - Pchohang, Gyeongsangbukdo, Korejská republika - Hadong, Gyeongsangnamdo, Korejská republika - Cagayan de Oro, Filipíny - Linz, Rakousko - Dalian, Čína - Šen-čen, Čína - Chengdu, Čína |